# Frances Adaskin
Frances Marr Adaskin O.C. (* 23. August 1900 in Ridgetown, Ontario; † 8. März 2001 in Vancouver) war eine kanadische Pianistin.
Als Tochter von Del und Eunice Marr geboren, lernte sie bereits im Kindesalter das Klavierspielen. Sie war im Konservatorium für Musik in Toronto eine Schülerin Paul Wells und im Sommer 1930 und 1931 eine Schülerin von Céline Chailley-Richez in Paris. 1926 heiratete sie den Violinisten Harry Adaskin, mit dem sie zugleich eine lebenslange künstlerische Zusammenarbeit einging. Bis 1938 begleitete sie das Ensemble ihres Mannes, das Hart House String Quartet, bei seinen Auftritten in Amerika und Europa. Danach bildeten beide ein Duo und unternahmen von 1944 bis 1954 u. a. gemeinsame Tourneen durch Kanada.
Im Jahre 1976 wurde Adaskin in den Order of Canada aufgenommen. 1991 beendete sie ihre musikalische Karriere und verbrachte mit ihrem Mann den Lebensabend in Vancouver, wo beide seit 1946 wohnten. Sie starb 2001 im Alter von 100 Jahren.